# Pietà (Stanzione Napoli)
La Pietà è un dipinto olio su tela (240×320 cm) del 1638 di Massimo Stanzione conservato nella chiesa della certosa di San Martino a Napoli.

## Storia e descrizione
La tela fu commissionata dal padre priore Giovan Battista Pisante all'inizio verosimilmente prima del 1638, mentre a questa data risale l'ultima notula di pagamento al pittore per l'opera, quando questa fu completata e ultimata. Il dipinto si contrappone per stile e monumentalità all'altro a medesimo soggetto che il Ribera stava eseguendo per la sacrestia della chiesa, poi ricollocato dalla fine del Seicento alla cappella del Tesoro Nuovo.
Secondo alcune indiscrezioni, lo Spagnoletto una volta vista la tela dello Stanzione, per timore che potesse adombrare la sua versione, avanzò ai padri certosini il suggerimento di applicare un composto da lui stesso preparato per donare più vigorosità cromatica all'opera. Questo composto si rivelò invece esser dannoso per i pigmenti applicati, tant'è che ne deteriorò considerevolmente la gradevolezza alla vista. I padri certosini ricontattarono quindi lo Stanzione per chiedere di effettuare un restauro sulla sua tela, che tuttavia ricevette l'artista si rifiutò di effettuare affinché ciò potesse testimoniare il livello di competitività e di rancore che potesse sentire il Ribera verso i suoi colleghi.
L'opera non è una prima redazione dello Stanzione di questo soggetto, un'altra fu infatti compiuta già tra il 1621 e il 1625 ed è oggi alle Gallerie nazionali d'arte antica di palazzo Barberini a Roma. Tuttavia la versione napoletana dimostra una maturità stilistica che il pittore acquisì solo negli ultimi anni della sua attività. L'opera si dimostra in linea con il sentimento e la drammaticità della versione del Ribera, ma per plasticità e strutturazione piramidale appare anche influenzata dalla Pietà di Annibale Carracci già al palazzo Farnese di Roma (oggi a Capodimonte).
Nella scena si vede al centro, in basso, il corpo del Cristo disteso, con alle spalle la Madonna, mentre a sinistra il San Giovanni e a destra Maria Maddalena; agli estremi sono invece due figure maschili ritraenti monaci certosini, uno che tiene la mano del Cristo e l'altro atto a baciargli i piedi.  

## Altre versioni

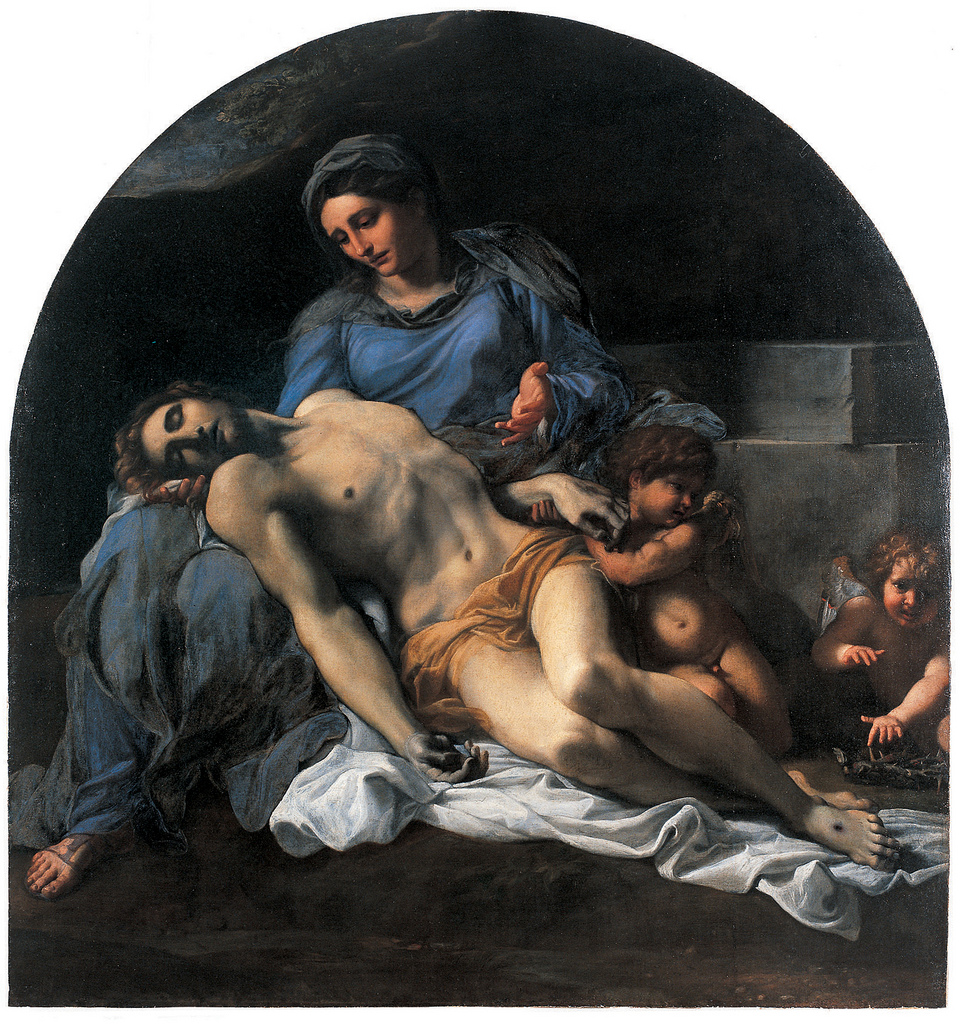
Pietà (1600 ca.) di Annibale Carracci
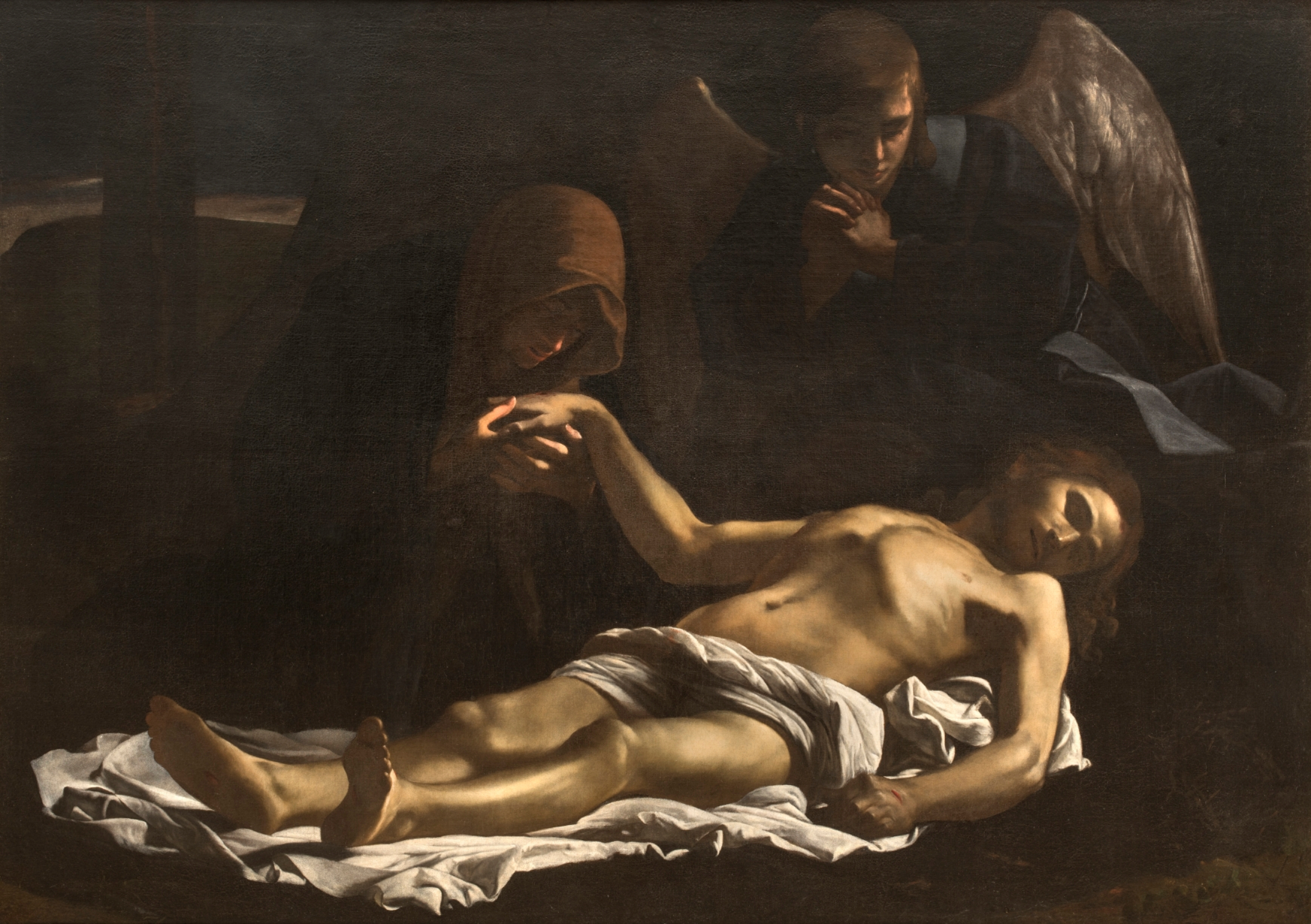
Pietà (1621-1625) di Massimo Stanzione (versione di Roma)
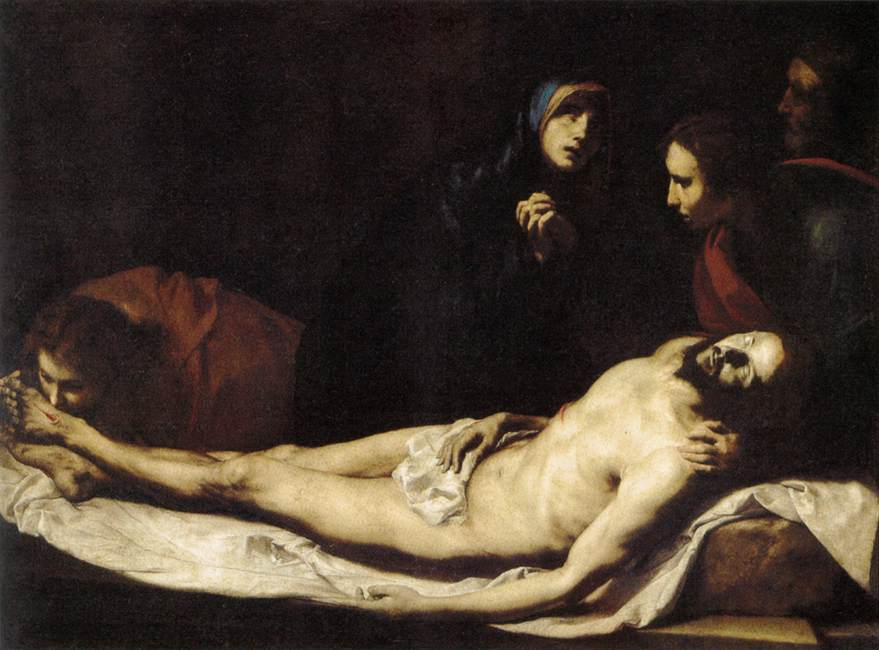
Pietà (1633) di Jusepe de Ribera (versione di Madrid)
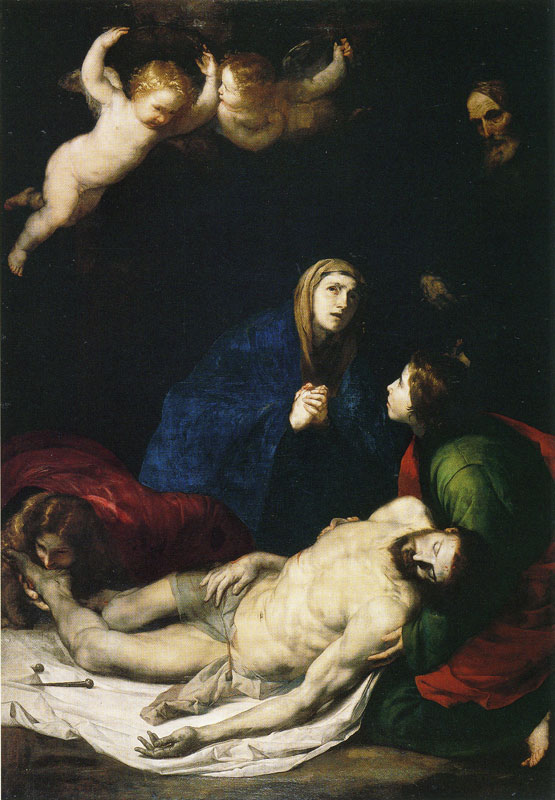
Pietà (1637) di Jusepe de Ribera (versione di Napoli)